# 임의청산
임의청산은 사원의 의사에 의하여 해산하는 경우에 한하여 인정되는 것이며, 사원의 신뢰관계를 기초로 하는 인적회사의 특유한 청산방법이다. 

## 참고 문헌
- 이철송, 회사법강의(제16판), 박영사, 2009. ISBN 9788971899687